# 子望
章伟（1991年7月14日—），艺名子望，天津市人，中华人民共和国作家、演员。

## 简历
1991月7月14日出生于天津市，2017年2月参加江苏卫视《一站到底》并获得单场冠军，2020年6月参加《一站到底·青创纪》。

## 演出作品

### 电视节目
- 江苏卫视《一站到底》[1]
- 浙江卫视《向上吧诗词》
- 安徽卫视《蜜食记》

### 电影
- 2018《洛溪的养成计划》饰 洛溪
- 2017《颜值杂货铺》饰 少女
- 2017《最后的武林》饰 陆芯娜
- 2016《猎魂》 饰 钱思齐

### 电视剧
- 2019《未经安排的青春》饰 秦婉
- 2016《微能力者》饰 林心洁

### MV演出
- 薛之谦《暧昧》

## 填词作品
- 薛之谦《迟迟》《崇拜》

## 著作
- 《痴心见多了，就喜欢你》（湖南文艺出版社2017年6月版）[2]

## 相关人物
- 李欣桐，江苏卫视《一站到底》参赛者
- 段钰，南京艺术学院学生，江苏卫视《一站到底》参赛者